# Claude Jade
Claude Marcelle Jorré ([klod ʒad]ⓘ Dijon, 8 de octubre de 1948 - Boulogne-Billancourt, 1 de diciembre de 2006), conocida como Claude Jade, fue una actriz francesa. Conocida como de "la noviecilla del cine francés" por las películas Baisers volés (1968), Domicile conjugal (1970) y por L'amour en fuite (1978).

## Biografía

François Truffaut y Claude Jade en el estreno de su tercera película conjunta, Amor en fuga de 1979

Hija de profesores de inglés, pasó tres años en la Escuela de Arte Dramático. Se trasladó a París y comenzó a actuar en producciones de televisión y en teatro. Fue descubierta por François Truffaut, quien le dio el papel de Christine Darbon, novia de su alter ego Antoine Doinel en Besos robados. Su debut en la pantalla causó gran sensación y dio a Claude Jade proyección internacional.  Repitió su papel como Christine en Domicilio conyugal y  El amor en fuga, también de Truffaut. La crítica estadounidense Pauline Kael considera, no sin razón, que Claude Jade «parece una Catherine Deneuve menos etérea, más práctica».  Detectado el éxito de Besos robados, François Truffaut decidió seguir la saga de Antoine e Christine comprometiendo a los dos principales actores, Jean-Pierre Léaud y Claude Jade; además. La escena en Domicilio conyugal en que Claude Jade se viste a la japonesa es de una inteligencia que roza la perfección. Su irrupción en la gran pantalla de la mano de Truffaut le abrió la puerta de otros grandes directores, como el británico Alfred Hitchcock, con quien en 1969 trabajó en Topaz, donde interpretó el personaje de Michèle Picard, hija de un agente secreto y esposa de un periodista.
Más tarde, Edouardo Molinaro le ofreció interpretar en Mon oncle Benjamin el papel de la esposa de Jacques Brel, que permitió a la actriz trabajar junto al popular cantante e incrementar así su popularidad.
Le bateau sur l'herbe, de Gérard Brach, Home sweet Home, de Benoît Lamy, son otras de su treintena de filmes, una serie que concluyó en 1998 con Le Radeau de la méduse, de Iradj Azimi. Interpretó su último papel cinematográfico en 2014 en el cortometraje "A San Remo". Claude Jade ha trabajado en películas estadounidenses, italianas, belgas, alemanas y japonesas (Kita no Misaki de Kei Kumai) en su carrera internacional. A principios de la década de 1980 protagonizó dos películas soviéticas: Teheran 43 de Alov e Naumov e Lenin en Paris de Serguéi Yutkévich.
La televisión le permitió mantener contacto con la interpretación, con trabajos en series policiacas, y donde interpretó su papel más popular como Véronique d'Hergemont, heroína de L'île aux trente cercueils (La isla de los treinta ataúdes) (1979), Suzan Frend en El gran secreto (1989) y desde 1998 hasta 2000 como Anna en la serie de la televisión Cap des pins.
La última actuación de Jade fue en la obra de Rampal Celimene et le Cardinal, que se exhibió en París y en algunos festivales en los últimos meses. La pieza con Claude Jade y Patrick Prejean también se lanzará como película en DVD en 2006.
La actriz Claude Jade, que ya padecía cáncer, tenía una prótesis ocular para sus actuaciones, dijo Rampal. Antes de morir, estuvo leyendo un guion para una película de televisión que esperaba filmar en los próximos meses, indicó. Falleció el 1 de diciembre de 2006 a los 58 años de edad por un cáncer en el ojo.

## Premios
- New Wave en el festival internacional de cine de Palm Beach Miami por su papel como creadora de tendencias. (2000)
- Caballero de la Legión de Honor de Francia (1998)

## Filmografía parcial
- Besos robados (Baisers volés) (1968) de François Truffaut
- Bajo el signo de Montecristo (1968) de André Hunebelle
- Topaz (Topaz) (1969) de Alfred Hitchcock
- Mi tío Benjamin (Mon oncle Benjamin) (1969) de Édouard Molinaro
- El testigo (Le témoin) (1969) de Anne Walter
- Domicilio conyugal (Domicile conjugal) (1970) de François Truffaut
- Barco en la hierba  (Le bateau sur l'herbe) (1971) de Gérard Brach
- Amor en rebeldía (Les feux de la chandeleur) (1972)
- No tiren a los viejos por la ventana (Hogar dolce Hogar / Home sweet home) (1973) de Benoît Lamy
- Number One de Gianni Buffardi
- La chica de Via Condotti  (Meurtres à Rome) (1973) de Germán Lorente
- Sacerdotes prohibidos (Prêtres interdits) (1973) de Denys de La Patellière
- Demasiado es demasiado (Trop c'est trop) de Didier Kaminka
- Placer maligno (Le malin plaisir) (1975) de Bernard Toublanc-Michel
- Trop c'est trop (1975) de Didier Kaminka
- Le choix (1976) de Jacques Faber
- Cap du Nord (Kita no misaki) (1976) de Kei Kumai
- Espiral de la niebla (Una spirale di nebbia) (1977) de Eriprando Visconti
- Robots pensantes (Le collectionneur de cerveaux) (1977) de Michel Subiela
- Fou comme François (1978) de Gérard Chouchan
- Empeño (Le pion) (1978) de Christian Gion
- Amor en fuga (L'amour en fuite) (1979) de François Truffaut
- Isla de treinta ataúdes (L'île aux trente cercueils) (1979) série de Marcel Cravenne
- La grotte aux loups (1980) de Bernard Toublanc-Michel
- Teheran 43 (Tegeran 43) (1980) de Alxandre Alov e Vladimir Naumov
- Lenin en París (Lenin v Parizhe) (1981) de Serguéi Yutkévich
- Le bahut va craquer (1981) de Michel Nerval
- Lise y Laura (Lise et Laura) (1982) de Henri Helman
- Rendezvous in Paris (1982) de Gabi Kubach
- L'honneur d'un capitaine de Pierre Scheondoerffer
- Muchacha en los girasoles (Petite fille dans les tournesols) (1985) de Bernard Férié
- L'homme qui n'était pas là (1987) de René Feret
- El gran secreto (Serie TV, 1989) de Jacques Trébouta
- Le bonheur des autres (1990) de Charles Bitsch
- Tableau d'honneur (1992) de Charles Némès
- Bonsoir (1993) de Jean-Pierre Mocky
- Porté disparu (1995) de Jacques Richard
- La balsa de la Medusa (Le radeau de la Méduse) (1998) de Iradj Azimi
- Cap des Pins (1998-2000) série TV
- A San Remo (2004) de Julien Donada
- Célimène y el Cardenal (Célimène et le cardinal) (2006) de Jacques Rampal